# Colonial Society of Massachusetts

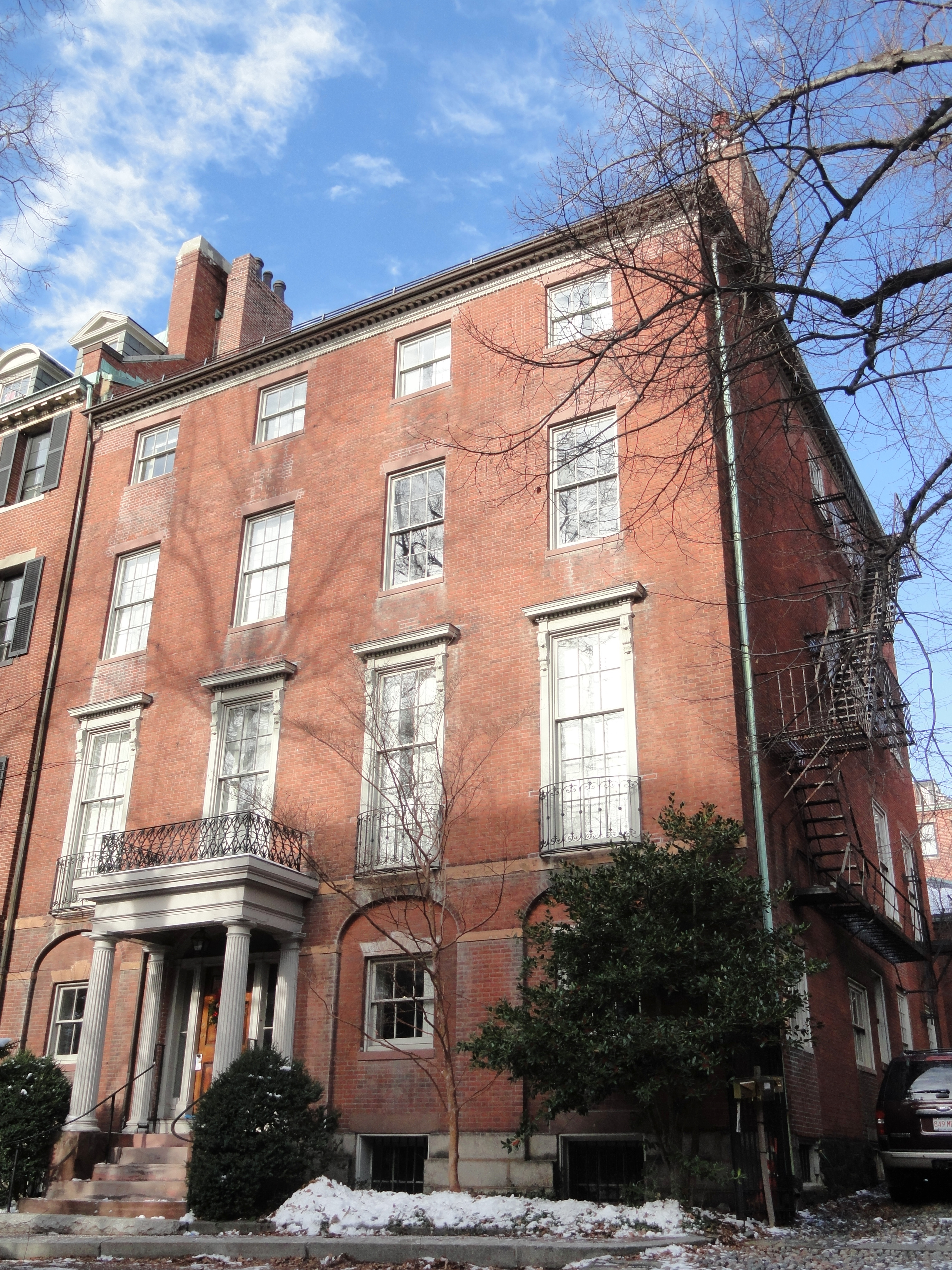
Sede de la Colonial Society of Massachusetts en Boston.

La Colonial Society of Massachusetts (Sociedad colonial de Massachusetts, en español) es una fundación educativa estadounidense sin fines de lucro fundada en 1892 y establecida para el estudio de la historia de Massachusetts. El periodo de estudio abarca desde los primeros asentamientos coloniales en los años 1620 hasta principios del siglo XIX. Es miembro del New England Regional Fellowship Consortium. Su sede está ubicada en el número 87 de Mount Vernon Street, en Beacon Hill, Boston. Algunas de sus reuniones se celebraron en el pasado en la Academia Americana de Artes y Ciencias.
Entre las actividades de la sociedad se encuentran la convocatoria de conferencias académicas, alentar el estudio de la colonización de Massachusetts en las escuelas, llevar a cabo talleres para los profesores y promover el intercambio de investigación entre los estudiantes graduados. Aunque la entidad no mantiene unos archivos y biblioteca propios, publica documentos relacionados con la historia temprana de Massachusetts. Es otra institución, la Massachusetts Historical Society, quien conserva una guía de algunas de las colecciones de las publicaciones de la Colonial Society desde 1710 hasta 1939. Por otra parte, en asociación con la Universidad de Massachusetts Boston, patrocina The New England Quarterly, una revista académica sobre la región de Nueva Inglaterra
Inicialmente, sólo los descendientes de los colonos de la bahía de Massachusetts o de Plymouth pudieron unirse a la sociedad.  A partir de 1950, la membresía se abrió a cualquier persona con intereses en el estudio de la etapa colonial de Massachusetts. Entre los miembros más destacados se encuentran Thomas R. Adams, Charles W. Akers, Charles Evans, John Grinold, Philip F. Gura, John Elbridge Hudson, Leonard Woods Labaree, Franklin Pierce Rice y Walter Muir Whitehill.
El Premio Walter Muir Whitehill de la sociedad está dirigido cada año a un ensayo distinguido sobre la historia estadounidense temprana, desde el inicio de la colonización hasta 1825.